# 白日/真昼に見た夢
「白日／真昼に見た夢」（はくじつ／まひるにみたゆめ）はRIP SLYMEのインディーズ1枚目のシングル。1996年12月28日発売。

## 概要
SUとDJ FUMIYA加入前の作品。
後の2001年8月30日に、「白日XXX」として再発売された。

## 収録曲
1. 白日
作詞：RYO-Z,ILMARI,PES　作曲：PES
2. 真昼に見た夢
作詞：ILMARI,PES　作曲：PES

## 収録アルバム
- 『talkin' cheap』（#1、#2）
  - #2はアルバムバージョン。

## 白日XXX
「白日XXX」（はくじつトリプルエックス）は、RIP SLYMEのインディーズシングル「白日／真昼に見た夢」の再発シングル。2001年8月30日発売。今作発売の時点ではSUとDJ FUMIYAはメンバーに加入しているが、再発盤ということもあり、このシングルには参加していない。

### 収録曲
1. 白日
作詞：RYO-Z,ILMARI,PES　作曲：PES
2. 白日 (DJ TONK REMIX)
作詞：RYO-Z,ILMARI,PES　作曲：PES
3. 白日 (ALBUM VERSION INST.)
作詞：RYO-Z,ILMARI,PES　作曲：PES
4. SURE SHOT (MELLOW YELLOW feat.RIP Slyme)
作詞：RYO-Z,ILMARI,PES,KIN,TAMA　作曲：YOGGY
  - ヒップホップグループのMELLOW YELLOWが参加している。